# Nutrição e cognição
Relativamente falando o cérebro consome uma quantidade imensa de energia quando comparado ao resto do corpo. Os mecanismos envolvidos na transferência de energia dos alimentos para os neurônios são provavelmente fundamentais para o controle da função cerebral. Os processos corporais humanos, incluindo o cérebro, requerem tanto macronutrientes quanto micronutrientes.
Uma ingestão insuficiente de vitaminas específicas, ou certos distúrbios metabólicos, podem afetar os processos cognitivos através da interrupção de processos dependentes de nutrientes dentro do corpo e que estão associados à gestão da energia nos neurônios, o que pode, subsequentemente, acabar por afetar a plasticidade sináptica ou a capacidade de codificação de novas memórias.

## Nutrientes necessários para o desenvolvimento da memória

### Colina
A Colina é um nutriente essencial e a sua função primária no corpo humano é a síntese das membranas celulares, embora também chegue a desempenhar outras funções. É uma molécula precursora do neurotransmissor Acetilcolina, o qual efetua uma ampla gama de funções, incluindo controle motor e memória. As deficiências de colina podem estar relacionadas a alguns distúrbios hepáticos e neurológicos. Tendo em vista o seu papel na síntese celular, nota-se a importância nutricional da colina durante o desenvolvimento pré-natal e pós-natal inicial da prole, devido sua contribuição no desenvolvimento cerebral. A ingestão de colina proveniente de alimentos para homens, mulheres e crianças pode estar abaixo dos níveis de ingestão recomendados.  Mulheres (especialmente quando grávidas ou amamentando), idosos e bebês, estão sob risco de deficiência de colina. Bife de fígado, gérmen de trigo e gema de ovos são alimentos comuns provedores de colina.

### Luteína e Zeaxantina
Luteína e Zeaxantina são carotenoides que contêm antioxidantes extremamente fortes. A maioria das pesquisas até agora se concentrou no efeito desses carotenoides na visão e no aumento da velocidade de processamento ocular. Nos últimos anos, os cientistas mudaram seu foco para sua contribuição no desenvolvimento cerebral e cognitivo em razão à bioacumulação recém-descoberta de Luteína e Zeaxantina no cérebro. Alguns outros alimentos nos quais elas podem ser encontradas incluem ovos, brócolis, abobrinha, milho e couve de bruxelas. Para que a obtenção máxima de nutrientes seja alcançada, esses alimentos devem ser consumidos crus ou cozidos no vapor.

## Ácidos graxos ômega-3
Os ácidos graxos ômega-3 são essenciais para o desenvolvimento do cérebro e auxiliam na cognição. Esses ácidos afetam como os receptores celulares reagem no interior das membranas celulares. O corpo humano não é capaz de produzir ou sintetizar ácidos ômega-3 ou DHA por conta própria, isso significa que a única fonte desses ácidos graxos vitais que possuímos vem diretamente dos alimentos que consumimos. Muitos estudos apontaram que pessoas as quais possuem grandes quantidades de peixes em sua dieta têm uma menor probabilidade de sofrerem de depressão. Os peixes, especialmente o salmão, contêm grandes quantidades de ácidos graxos ômega-3 e ácido docosahexaenóico (DHA). Nos últimos 100 anos, as civilizações ocidentais demostraram uma diminuição significativa na ingestão de DHA e ômega 3 e um aumento nas gorduras saturadas e trans. Em comparação, locais como os Estados Unidos e a Alemanha têm demasiados casos de depressão a mais do que locais como o Japão, onde sua principal fonte de alimento vem da indústria pesqueira.

## Alimentos para o desenvolvimento cerebral saudável em crianças
Existem vários alimentos que contribuem no desenvolvimento saudável do cérebro. Diversos especialistas recomendam como apropriados alguns dos seguintes alimentos em sua alimentação diária:

### Salmão
O salmão é extremamente rico em ácidos ômega 3 e DHA. Existem outras carnes "brancas" e magras de peixe, tal qual o atum albacora branca, que é uma boa fonte de proteína, todavia carente em gorduras por ser mais magro. Sanduíches de salmão, em vez dos de atum, fornecem tanto proteínas quanto ácidos graxos ômega-3.

### Linhaça
Além de muitos outros nutrientes, apenas uma colher de sopa de linhaça contém 1.597 mg de ácidos graxos ômega-3.

### Mirtilos e Morangos
Diversas frutos silvestres de cores escuras e variadas melhoram a memória.

### Manteiga de Amendoim/Nozes/Sementes
A manteiga de amendoim é uma boa fonte de vitamina E (um antioxidante), ela também possui tiamina, a qual contribui no suporte cerebral e do sistema nervoso. As nozes também são uma ótima fonte de proteína pois fornecem energia e aumentam a concentração.

### Cereais Integrais e Carne Magra Bovina
Os cereais integrais são fontes ricas em glicose e fibras. A fibra dos grãos ajuda a regular a liberação de glicose no corpo. Os açúcares da glicose são utilizados pelo seu corpo na obtenção de energia. Demonstrou-se que níveis mais elevados de energia acabam por melhorar os níveis de concentração cerebral. A carne bovina magra é uma fonte excelente de ferro, o que, por sua vez, também fornece níveis de energia e aumenta a concentração.

### Vegetais Coloridos
Esses tipos de alimentos são ricos em antioxidantes fundamentais para a limpeza da corrente sanguínea e assistem na preservação das células cerebrais fortes.

### Leite / Iogurte / Laticínios
Alimentos lácteos fornecem ao corpo as vitaminas B e D. A vitamina B é essencial para o crescimento do tecido cerebral e no fornecimento de enzimas ao corpo.

### Verduras
Folhas verdes, à exemplo a couve, o espinafre, o repolho, a alface romana e a couve de folhas, são boas fontes de ácido fólico e extremamente ricas em vitaminas.

## Deficiência de Vitamina B e cognição
As vitaminas B, também conhecidas por complexo B, são um grupo inter-relacionado de nutrientes os quais frequentemente coexistem nos alimentos. O Complexo B é formado pela: tiamina (B1), riboflavina (B2), niacina (B3), ácido pantoténico (B5), piridoxina (B6), ácido fólico (B9), cobalamina (B12) e biotina. As vitaminas B não sãosintetizadas no corpo, portanto possuem a necessidade de serem obtidas a partir dos alimentos. As vitaminas do complexo B são solúveis em água, o que significa que não são armazenadas no corpo. Consequentemente, as vitaminas B precisam de uma reposição contínua. Há a possibilidade de identificar-se efeitos cognitivos abrangentes provindos de vitaminas B específicas devido seu envolvimento em vários processos metabólicos cerebrais significativos.
No ano de 2012, em um estudo realizado por um grupo de pesquisadores, os níveis de vitamina foram medidos no sangue de indivíduos e comparados com os seus resultados em testes de memória recebidos anteriormente. O estudo mostrou que as pessoas com níveis mais altos de vitamina, em especial a vitamina B, obtiveram pontuações mais altas em seus testes de memória. O estudo foi conduzido na Universidade de Saúde e Ciência de Oregon e, embora ainda seja indispensável uma confirmação oficial, existem evidências suficientes para basear o fato de que o melhoramento de sua dieta pode aumentar significativamente a sua perspicácia cerebral.

### Vitamin B1(tiamina)
Essa vitamina é importante como facilitadora da utilização da glicose, garantindo assim a produção de energia para o cérebro e um funcionamento normal do sistema nervoso, dos músculos e do coração. A tiamina é encontrada em todo o tecido nervoso de mamíferos, incluindo o cérebro e a medula espinhal. A função metabólica e coenzimática da vitamina sugere uma ação distinta da tiamina no sistema nervoso. O cérebro retém sua porção de tiamina com grande afinco ao enfrentar uma dieta deficiente em vitaminas, pois, entre todos os tecidos nervosos estudados, ele é o último a se esgotar.
A carência de tiamina causa a doença conhecida como beribéri.  Existem dois tipos de beribéri: o "úmido" e o "seco". A beribéri seca também é denominada de beribéri nervosa, sendo caracterizada pela neuropatia periférica.  A deficiência de tiamina foi relatada em até 80% em pessoas alcoólatras devido à sua ingestão nutricional inadequada, a redução da absorção e o comprometimento do uso de tiamina. Os sinais clínicos de carência de B1 incluem alterações mentais - à exemplo apatia, - diminuição da memória a curto prazo, confusão e irritabilidade, assim como aumentam os índices dedepressão, demência, quedas e fraturas na velhice.
Os sintomas persistentes de neuropatia associada ao beribéri cerebral são conhecidos como psicose de Korsakoff, ou fase crônica da síndrome de Wernicke-Korsakoff.  A encefalopatia de Wernicke caracteriza-se por anormalidades oculares, ataxia, um estado geral de confusão e neuropatia. O estado de confusão associado à síndrome de Wernicke pode consistir em apatia, desatenção, desorientação espacial, incapacidade de concentração e lentidão ou inquietação mental. Um diagnóstico clínico da doença de Wernicke não pode ser realizado sem a posse de evidências de distúrbio ocular, todavia tais critérios podem ser muito rígidos. A síndrome de Korsakoff provavelmente representa uma variação na manifestação clínica da encefalopatia de Wernicke, já que ambas compartilham similares origens patológicas. Ela é frequentemente indicada através deconfabulação, desorientação e amnésia profunda. As particularidades da neuropatologia são diversas, mas geralmente consistem em lesões bilateralmente simétricas da linha média de áreas do tronco encefálico, incluindo os corpos mamilares, tálamo, região periaquedutal, hipotálamo e a vermis cerebelar. O tratamento imediato da encefalopatia de Wernicke envolve a administração de tiamina via intravenosa, seguido por um tratamento de longo prazo e também a prevenção do distúrbio através de suplementos orais de tiamina, abstinência alcoólica e uma uma dieta balanceada. O funcionamento cerebral de alcoólatras crônicos pode melhorar através do tratamento relacionado à abstinência, com inclusão da interrupção do consumo de álcool e melhoramento da sua nutrição.

### Vitamina B3(niacina)
A vitamina B3, também conhecida como niacina, inclui tanto a nicotinamida quanto o ácido nicotínico, ambos possuindo uma atuação ativa em variadas reações biológicas de oxidação e redução dentro do corpo. A niacina está envolvida na síntese de ácidos graxos e de colesterol, mediadores vigorosos e amplamente conhecidos da bioquímica do cérebro e da função cognitiva. Pelagra é uma doença resultante da deficiência de niacina. A pelagra é classicamente caracterizada por quatro 3 "D's": diarréia, dermatite e demência, findando-se na morte do doente. As manifestações neuropsiquiátricas da pelagra incluem cefaleia, irritabilidade, baixa concentração, ansiedade, alucinações, estupor, apatia, inquietação psicomotora, fotofobia, tremor, ataxia, paraparesia espástica, fadiga e depressão. Os sintomas de fadiga e insônia podem acabar progredindo para uma encefalopatia caracterizada por confusão, perda de memória e psicose. Aqueles que sofrem de pelagra estão sob a possibilidade de sofrerem alterações patológicas no sistema nervoso. As descobertas podem abranger perda da bainha de mielina e a degeneração de várias partes afetadas do cérebro, medula espinhal e nervos periféricos.
A nicotinamida oral foi promovida como um medicamento o qual dispensa a necessidade de prescrição médica no tratamento do mal de Alzheimer. Em contrapartida, nenhum efeito clinicamente significativo foi encontrado para essa droga, uma vez que a administração de nicotinamida não estimulou as funções de memória em pessoas com demência dos tipos Alzheimer, vascular ou frontotemporal (demências do tipo leve a moderado). Tal evidência sugere que a nicotinamida pode tratar a demência em relação à pelagra, no entanto a sua aplicação não trata efetivamente dos outros tipos de demência. Embora o tratamento com niacina cause poucas alterações nos efeitos do mal de Alzheimer, a ingestão de alimentos ricos em niacina está inversamente associada à doença.

### Vitamina B9(ácido fólico)
O ácido fólico e a vitamina B12 desempenham um papel vital na síntese de S-Adenosilmetionina, a qual é de fundamental importância na manutenção e reparo de todas as células, incluindo os neurônios. Além disso, o ácido fólico foi associado à manutenção dos níveis cerebrais adequados de cofatores necessários na ocorrência das reações químicas as quais lideram a síntese dos neurotransmissores serotonina e catecolamina.  As concentrações de ácido fólico no plasma sanguíneo e as concentrações de homocisteína são inversamente relacionadas, de tal modo que um aumento do ácido fólico na dieta resulta na diminuição da concentração de homocisteína. Portanto, a ingestão alimentar de folacina é a principal determinante dos níveis de homocisteína no corpo. A relação entre a folacina e a B12 é tão interdependente que a deficiência de qualquer uma das vitaminas pode levar à anemia megaloblástica, definida por uma mudança mental orgânica.
A ligação entre os níveis de ácido fólico e a função mental alterada não é grande, porém é suficiente para sugerir uma associação causal. A carência de folacina pode causar elevação da homocisteína no sangue, já que a sua depuração requer uma ação enzimática dependente da folacina e, em menor intensidade, das vitaminas B6 e B12. A elevação da homocisteína foi associada ao aumento do risco da ocorrência de acidentes vasculares, assim como da demência.
As diferenças encontram-se na apresentação da anemia megaloblástica induzida pela folacina ou pela deficiência de  B12. A anemia megaloblástica relacionada à carência de B12 geralmente resulta em neuropatia periférica, enquanto a anemia relacionada ao ácido fólico usualmente resulta em transtornos afetivos ou de humor. Efeitos neurológicos não são associados com frequência à anemia megaloblástica ligada à folacina, apesar de que distúrbios desmielinizantes possam se manifestar, eventualmente. Em um estudo, distúrbios do humor foram registrados na maioria das pessoas com anemia megaloblástica na ausência da deficiência de B12. Ademais, quando comparados aos grupos de controle, as concentrações de ácido fólico no plasma sanguíneo acabam por ser mais baixas em pessoas com transtornos depressivos unipolares e bipolares. Além disso, os grupos depressivos com baixas concentrações de folacina tiveram uma menor resposta à terapia antidepressiva padrão em comparação àqueles com níveis normais dela no plasma. No entanto, replicações dessas descobertas são menos consistentes.
A ingestão da vitamina tem sido relacionada a déficits no aprendizado e na memória, principalmente na população idosa. Idosos que sofrem com a carência de ácido fólico podem apresentar déficits no recall livre e no reconhecimento, algo que sugere que os níveis de folacina podem estar interligados à eficácia da memória episódica. A falta de uma quantidade adequada de folacina pode produzir uma forma de demência considerada reversível com a administração da vitamina. Na verdade, há um certo grau de melhora na memória relacionada ao tratamento com ácido fólico. Em um estudo longitudinal de 3 anos com homens e mulheres de 50 a 70 anos possuidores de uma concentração plasmática elevada de homocisteína os pesquisadores descobriram que uma suplementação oral diária de 800μg de ácido fólico resultou em um aumento nos níveis de folacina e uma diminuição nos níveis de homocisteína no plasma sanguíneo. Além desses resultados, também foram observadas melhorias na memória e na velocidade de processamento da informação, bem como ligeiros avanços na velocidade sensório-motora o que sugere a existência uma ligação entre a homocisteína e o desempenho cognitivo. Todavia, enquanto a quantidade de progresso cognitivo pós tratamento de ácido fólico correlaciona-se com a severidade da carência de folacina, a gravidade do declínio cognitivo independe da gravidade de deficiência de ácido fólico. Isso sugere que a demência observada pode não estar totalmente relacionada aos níveis de folacina, pois é possível a existência de fatores adicionais não contabilizados e que podem causar efeitos na observação.
Devido a neurulação poder ser concluída antes do reconhecimento da gravidez, recomenda-se que mulheres capazes de engravidar tomem cerca de 400μg de ácido fólico de alimentos fortificados, suplementos ou uma combinação de ambos a fim de se reduzir o risco de defeitos do tubo neural. Essas grandes anomalias no sistema nervoso podem ser reduzidas em 85% com a ocorrência da suplementação sistemática de folacina antes do início da gravidez. A incidência de Alzheimer e outras doenças cognitivas tem sido vagamente relacionadas à deficiência de ácido fólico. Recomenda-se que os idosos consumam folacina através de alimentos, fortificados ou não, e suplementos na busca de se reduzir o risco do desenvolvimento da doença.

### Vitamina B12(cobalamina)
Também conhecida por cobalamina, a B12 é importante para a manutenção da função neurológica e da saúde psiquiátrica.  A deficiência de B12 , também conhecida como hipocobalaminemia geralmente é resultado de complicações as quais envolvem a sua absorção pelo corpo. Uma variedade de efeitos neurológicos podem ser observados em 75–90% dos indivíduos de qualquer idade com uma carência de B12 clinicamente observável. As manifestações de deficiência de cobalamina são aparentes em anormalidades da medula espinhal, nervos periféricos, nervos ópticos e telencéfalo. Essas anormalidades envolvem a degeneração progressiva da mielina, e podem ser expressas comportamentalmente através de relatos de distúrbios sensoriais nas extremidades ou distúrbios motores, á exemplo a ataxia. A mielopatia e a neuropatia combinadas são prevalentes em uma  porcentagem significativa dos casos. As alterações cognitivas podem variar desde da perda de concentração a perda de memória, desorientação e demência. Todos esses sintomas podem se manifestar com ou sem alterações adicionais de humor. Os sintomas mentais são extremamente variáveis e incluem distúrbios leves de humor, lentidão mental e defeitos na memória. O defeito na memória acaba por abranger sintomas como confusão, agitação e depressão graves, delírios e comportamento paranoico, alucinações visuais e auditivas, disfasia, comportamento maníaco violento e epilepsia. Foi sugerido que os sintomas mentais podem ter relação com a diminuição do metabolismo cerebral, causada pelo estado de deficiência.
Casos leves a moderados de anemia perniciosa podem ser sinais de baixa concentração, já nos casos graves de anemia perniciosa os indivíduos podem apresentar diversos problemas cognitivos, tais quais demência e perda de memória. Nem sempre é fácil determinar se a carência de B12 está presente, especialmente em idosos.  As pessoas podem apresentar comportamento violento ou alterações de personalidade mais sutis assim como também podem chegar a apresentar queixas vagas, como fadiga ou perda de memória, que podem ser atribuídas aos processos usuais do envelhecimento. Os sintomas cognitivos tem a possibilidade de imitar o comportamento no Alzheimer e também em outras demências.
Pessoas com deficiência de B12 , apesar de demonstrarem sua funcionalidade de absorção normal, podem ser tratadas com a administração oral de pelo menos 6 µg /dia da vitamina na forma de comprimido. Pessoas as quais sofrem de causas irreversíveis de deficiência, como anemia perniciosa ou velhice, precisarão de tratamento vitalício com doses farmacológicas de B12. A estratégia de tratamento depende do nível de deficiência da pessoa, bem como de seu nível de funcionamento cognitivo. O tratamento para aqueles que sofrem de deficiência grave envolve 1000 µg de B12 administrado via intramuscular diariamente durante uma semana, semanalmente durante um mês e depois mensalmente durante o resto da vida da pessoa. A progressão das manifestações neurológicas da carência de cobalamina usualmente é gradual. Como resultado, o diagnóstico precoce é importante, caso contrário, podem ocorrer danos irreversíveis. Pessoas que se tornam dementes usualmente apresentam de pouca a nenhuma melhora cognitiva com a administração de B12. Existe o risco de que o ácido fólico administrado em pessoas com carência de B12 chegue a mascarar os sintomas de anemia sem resolver o problema em questão. Nesse caso, as pessoas ainda estariam sob o risco de déficits neurológicos associados à anemia vinculada com a deficiência de B12, os quais, por sua vez, não estão correlacionados à anemia associada à deficiência de folacina.

## Carência de vitamina A e memória prejudicada
A vitamina A é um nutriente essencial para os mamíferos e assume tanto a forma de retinol quanto a da provitamina betacaroteno. Ela ajuda na regulação da divisão celular, funcionamento celular, regulação genética, contribui no melhoramento do sistema imunológico e é fundamental para o funcionamento cerebral, equilíbrio químico, crescimento e desenvolvimento do sistema nervoso central e da visão.[carece de fontes?]

## Envelhecimento e doenças cognitivas
Demonstrou-se que os alimentos ricos em ácidos graxos ômega-3 diminuem o risco de contração do Mal de Alzheimer. Os ácidos graxos ômega-3, principalmente oácido docosahexaenóico (DHA), o ácido graxo ômega-3 mais prevalente encontrado nos neurônios, foram estudados extensivamente para a sua utilização em uma possível prevenção e terapia da doença de Alzheimer. Alguns estudos (transversais) sugerem que a ingestão reduzida do mesmo ou baixo níveis cerebrais de DHA estão associados ao desenvolvimento precoce de déficits cognitivos ou ao desenvolvimento de demência, incluindo o Mal de Alzheimer. Diversos ensaios clínicos propõem que uma administração de suplementos de ácidos graxos ômega-3 não possui efeitos significativos no tratamento da doença de Alzheimer - algo que, por sua parte, pode sugerir que os benefícios protetores da suplementação de ácidos graxos ômega-3 tenham a possibilidade de depender do escopo da doença e outros fatores de confusão.  Uma alimentação rica em antioxidantes também ajudará a se livrar dos radicais livres no corpo, os quais podem ser a causa do Alzheimer. O acúmulo de placas beta amilóide, um marcador amplamente associado ao Mal de Alzheimer, gera radicais livres que acabam por danificar as células. Por consequência, o papel dos antioxidantes como protetores contra a doença de Alzheimer se tornou um assunto polêmico de estudo. Uma modificação dietética simples, na busca de menos carboidratos altamente processados e relativamente mais gorduras e colesterol, é provavelmente uma medida protetora contra a doença de Alzheimer.[carece de fontes?]
Adicionalmente, também foi-se descoberto a ação do ácido fólico no aprimoramento da memória de pessoas mais velhas. Existem certas evidências de que a deficiência de ácido fólico pode aumentar o risco de demência, especialmente a doença de Alzheimer e a demência vascular, todavia há debates acerca da possibilidade de ela reduzir o risco de comprometimento cognitivo na população idosa. A suplementação de ácido fólico diminui os níveis de homocisteína no sangue, enquanto que a deficiência de ácido fólico pode levar a uma  ocorrência de altos níveis de homocisteína (Hcy) na corrente sanguínea, denominada de hiperhomocisteinemia (HHcy). A HHcy está relacionada a várias doenças vasculares, á exemplo a doença arterial coronariana, a doença vascular periférica e o acidente vascular cerebral.